# 여진 (고구려)
여진(如津, 생년 미상~서기 18년은 고구려(高句麗) 초기(草奇)의 왕자(王子)이자 유리명왕(類利明王)과 왕후 송씨(王后 松氏) 넷째아들이다.
서기 18년 여름 음력 4월, 물에 빠져 죽었다. 여진의 죽음에 유리명왕은 크게 슬퍼하여 시체를 찾았으며, 시체를 찾은 사람에게 금 10근과 밭 10경을 상으로 내렸다.
여진이 중국 위서 동이전에 기록된 주몽의 손자이자 유리명왕의 아들, 대무신왕의 아버지인 여율(如栗)과 동일인물이라는 설이 있다. 만약 여진(如津)이 여율(如律)의 오기라면 여진은 유리명왕과 이름을 공유하는 것이 된다. 그러나 중국의 다른 사서인 북사에서 여율은 유리명왕의 다른 이름으로 기록되어 있다.

## 가계
- 조부 : 동명성왕(東明聖王, 기원전 58년~기원전 19년 기원전 37년~기원전19년)
- 조모 : 예씨 부인(禮氏 夫人, ?~? 기원전 37년~?)
  - 부왕 : 유리명왕(瑠璃明王, 기원전 38년~기원후18 기원전 19년~기원후 18년)
  - 왕비 : 왕후 송씨(王后 松氏, ?~? 기원전 19년~?)
    - 형 : 도절(都切, ?~1년)
    - 형 : 해명(解明, 12년~9년)
    - 형 : 대무신왕(大武神王, 4년~44년 18년~44년
    - 왕자 : 여진(如津, ?~기원흔 18년)
    - 동생 : 민중왕(閔中王, ?~48년 44년~48년)
    - 동생 : 재사(再思, 생몰년 미상)